# Liste des présidents de l'Aragon
Cet article dresse la liste des titulaires du poste de président d'Aragon depuis l'approbation de la loi organique du 16 août 1982 établissant le statut d'autonomie de la communauté autonome, jusqu'à aujourd'hui.

## Liste
| Titulaire | Titulaire                   | Dates                                                           | Parti | Remarque                                                                |
| --------- | --------------------------- | --------------------------------------------------------------- | ----- | ----------------------------------------------------------------------- |
|           | Santiago Marraco            | 3 juin 1983 – 30 juillet 1987 (4 ans, 1 mois et 27 jours)       | PSOE  | Gouverne avec l'exacte moitié des sièges                                |
|           | Hipólito Gómez de las Roces | 30 juillet 1987 – 12 juillet 1991 (3 ans, 11 mois et 12 jours)  | PAR   | Renonce à un second mandat après l'élection de 1991                     |
|           | Emilio Eiroa                | 12 juillet 1991 - 17 septembre 1993 (2 ans, 2 mois et 5 jours)  | PAR   | Renversé par une motion de censure                                      |
|           | José Marco                  | 17 septembre 1993 - 20 janvier 1995 (1 an, 4 mois et 3 jours)   | PSOE  | Contraint à la démission Record de brièveté                             |
|           | Ramón Tejedor               | 20 janvier – 11 juillet 1995 (5 mois et 21 jours)               | PSOE  | Président par intérim faute de majorité                                 |
|           | Santiago Lanzuela           | 11 juillet 1995 - 31 juillet 1999 (4 ans et 20 jours)           | PP    | Ancien conseiller à l'Économie                                          |
|           | Marcelino Iglesias          | 31 juillet 1999 – 14 juillet 2011 (11 ans, 11 mois et 13 jours) | PSOE  | Premier président à avoir accompli plus d'un mandat Record de longévité |
|           | Luisa Fernanda Rudi         | 14 juillet 2011 – 4 juillet 2015 (3 ans, 11 mois et 21 jours)   | PP    | Seule femme titulaire du poste                                          |
|           | Javier Lambán               | 4 juillet 2015 – 11 août 2023 (8 ans, 1 mois et 7 jours)        | PSOE  |                                                                         |
|           | Jorge Azcón                 | depuis le 11 août 2023 (1 an, 6 mois et 9 jours)                | PP    |                                                                         |